# کری خایسور
کری خایسور (به انگلیسی: Kirri Khaisore) یک روستا در پاکستان است که در ناحیه دیره اسماعیل خان واقع شده‌است. کری خایسور ۹۰٬۰۰۰ نفر جمعیت دارد.